# Philodromus maghrebi
Philodromus maghrebi là một loài nhện trong họ Philodromidae.
Loài này thuộc chi Philodromus. Philodromus maghrebi được miêu tả năm 2009 bởi Muster.